# Aethes fennicana
Aethes fennicana is een vlinder uit de familie bladrollers (Tortricidae). De wetenschappelijke naam is voor het eerst geldig gepubliceerd in 1924 door M. Hering.
De soort komt voor in Europa.